# Palazzo Caotorta Angaran

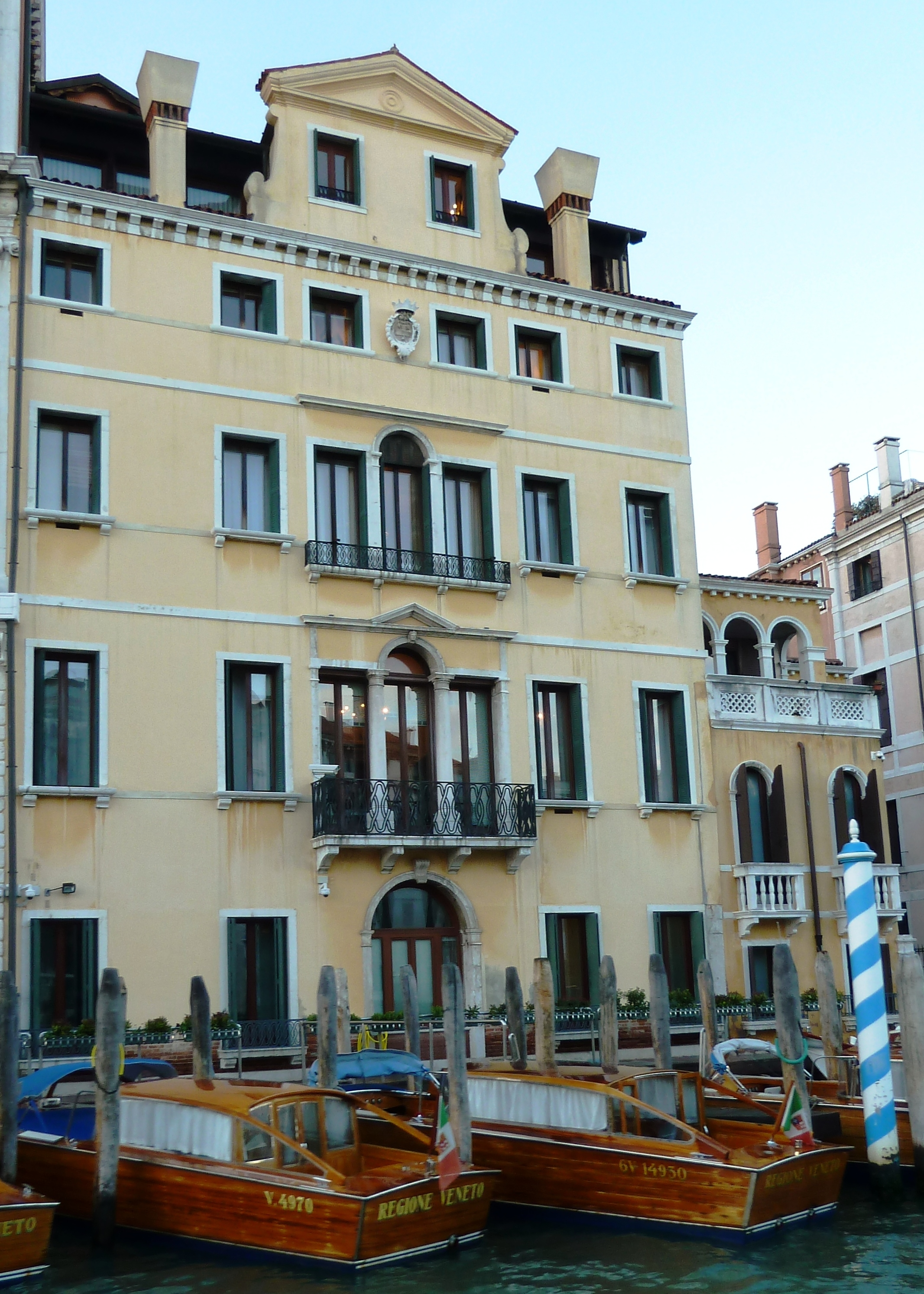
Palazzo Caotorta Angaran, links neben dem Palazzo Balbi

Palazzo Caotorta Angaran ist ein Palast in Venedig in der italienischen Region Venetien. Er liegt im Sestiere Dorsoduro mit Blick auf den Canal Grande zwischen dem Palazzo Balbi und dem Palazzo Civran Grimani.

## Geschichte
Der Palast wurde im 14. Jahrhundert erbaut und 1956 und Aufsicht des Architekten Angelo Scattolin komplett restauriert.

## Beschreibung
Der Palast hat eine verputzte Fassade, die nach venezianischer Tradition aufgeteilt ist: Das Erdgeschoss hat ein Portal zum Wasser, die beiden Hauptgeschosse besitzen mehrteilige Fenster und darüber befindet sich ein Mezzaningeschoss unter dem Dach. Über der Trauflinie entfaltet sich eine große Mansarde. Die Fassade, die in Bezug auf Dekorationen besonders einfach gehalten ist, erscheint durch die hervorgehobenen Gurtgesimse und durch ein Wappen aus dem 18. Jahrhundert zwischen den Fenstern des Mezzaningeschosses interessant. Was die dreiteiligen Fenster anbetrifft, erinnern beide an das klassische venezianische Fenster, wenn auch das untere wichtiger ist.